# 長浦港
座標: 北緯35度17分55.698秒 東経139度38分16.918秒 / 北緯35.29880500度 東経139.63803278度

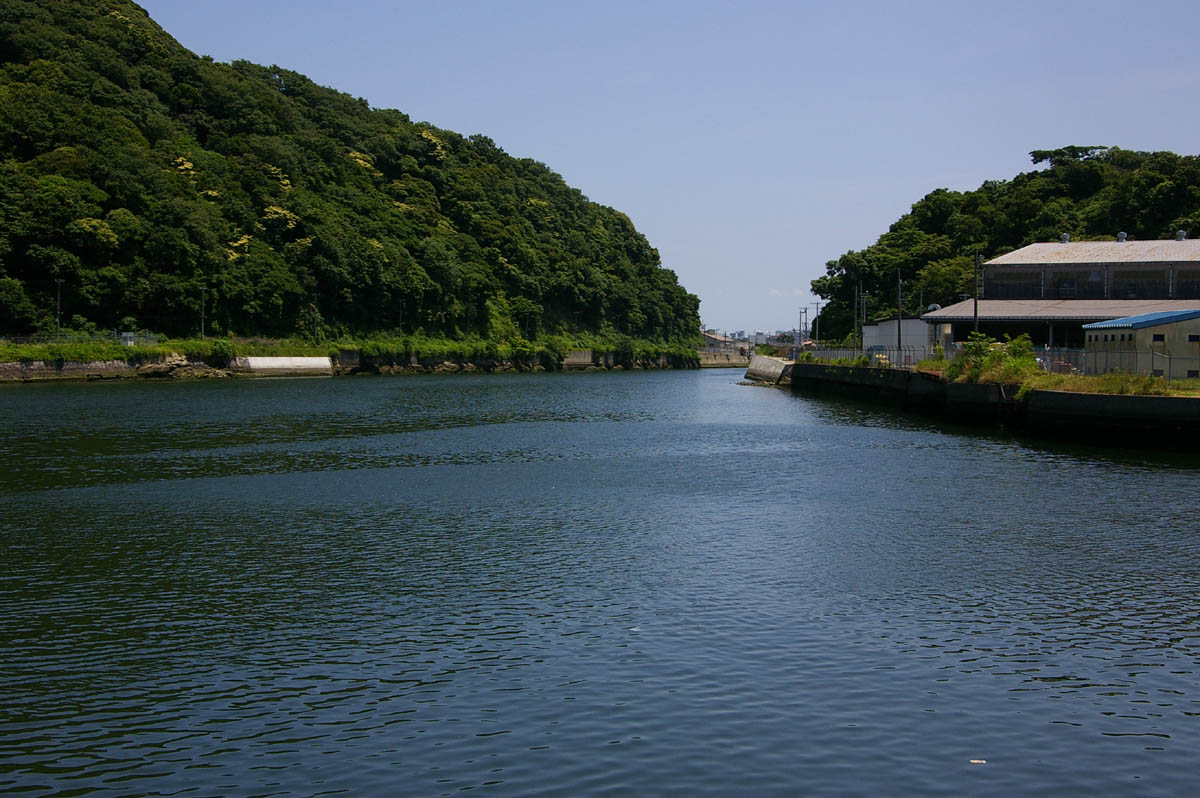
新井掘割

長浦港（ながうらこう）は、神奈川県横須賀市の横須賀港のうち、横須賀市船越町および田浦港町付近にある一港区。横須賀港の船越地区に当たる。

## 概要

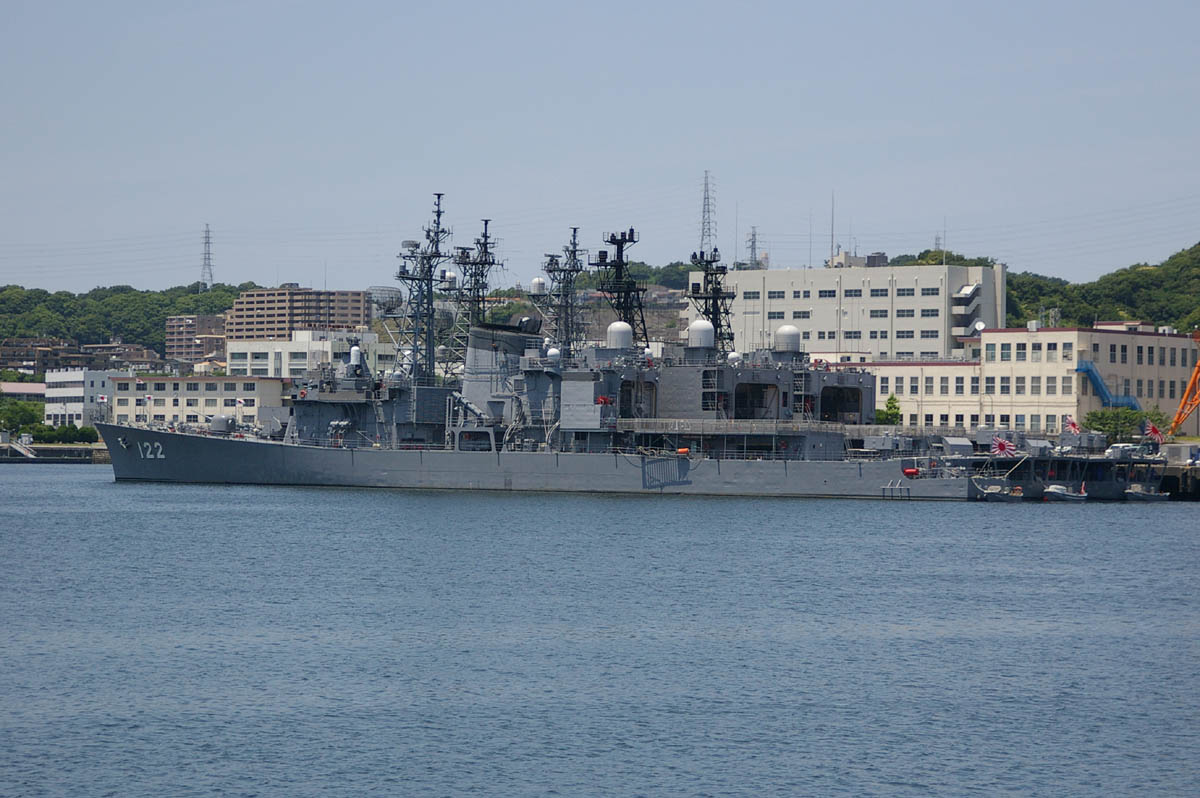
船越地区・自衛艦隊司令部前に接岸中の護衛艦

長浦湾の奥に立地する、海面が穏やかな天然の良港である。横須賀港本港地区とは過去に開削された新井掘割で直接繋がっている。アメリカ海軍と海上自衛隊が共同使用している本港地区と異なり、海上自衛隊と民間企業が使用している。自衛艦隊司令部があり、海上自衛隊が停泊させている艦船が多く見られる。

## 歴史

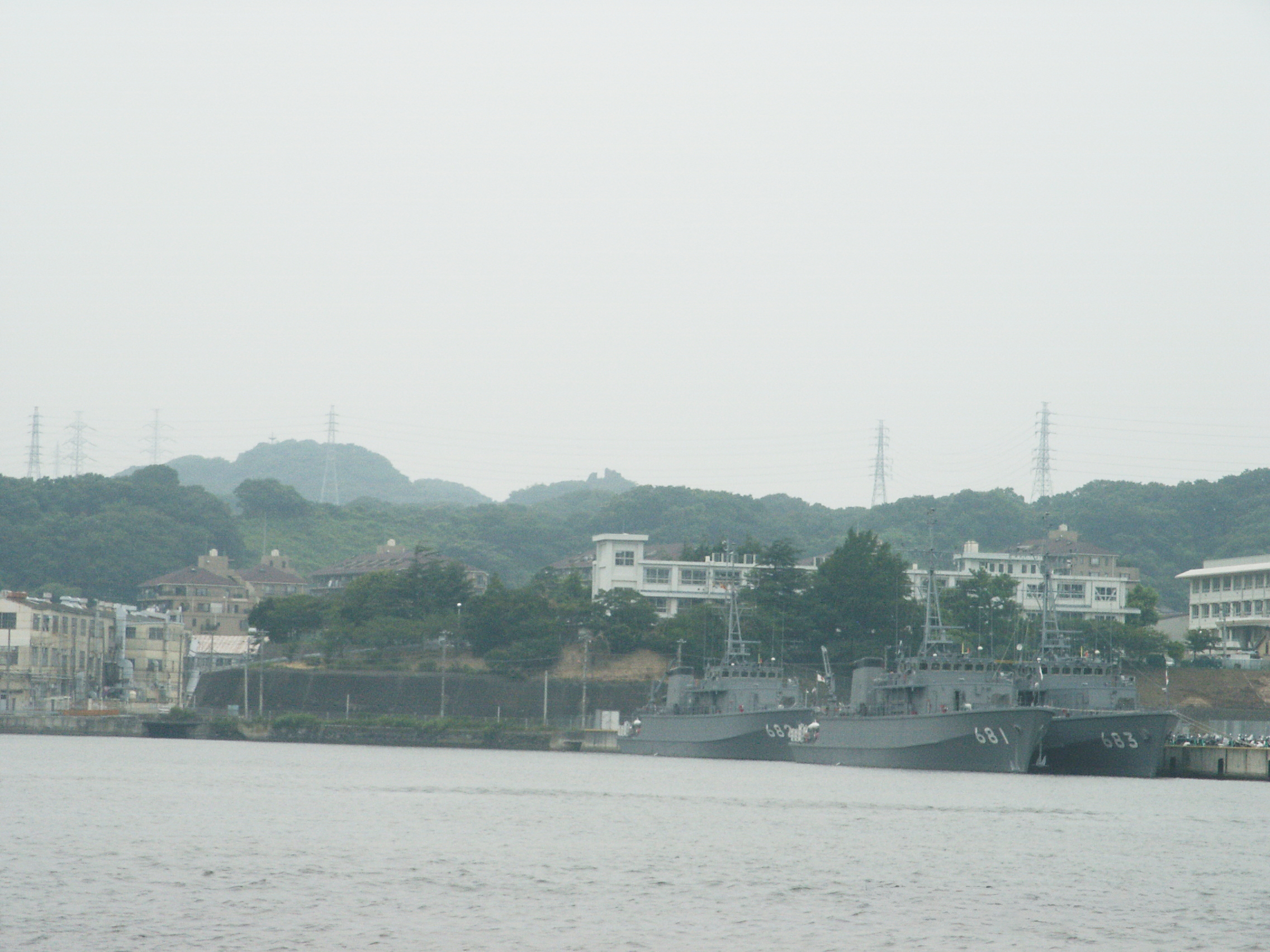
長浦港より船越を臨む

港湾施設は明治初年に海軍省が建設を始め、大正年間にはほぼ現在の姿になった。第二次世界大戦後アメリカ海軍が占有した時期があったが昭和30年代には返還された。1953年には横須賀市が港湾管理者となり、長浦地区には港湾事務所が置かれている。その後1970年代までは捕鯨船の母港としても使われたが、1975年（昭和50年）以降捕鯨活動は下火になり、現在捕鯨船は見られない。
2014年（平成26年）2月、防衛機能集約のため公共埠頭（延長200m、153m、200mの岸壁）を横須賀市長瀬の貯油施設跡地と交換で防衛省が専用埠頭として取得した。

## アクセス
- 京急本線京急田浦駅より徒歩10分程度
- JR横須賀線田浦駅より徒歩5分程度

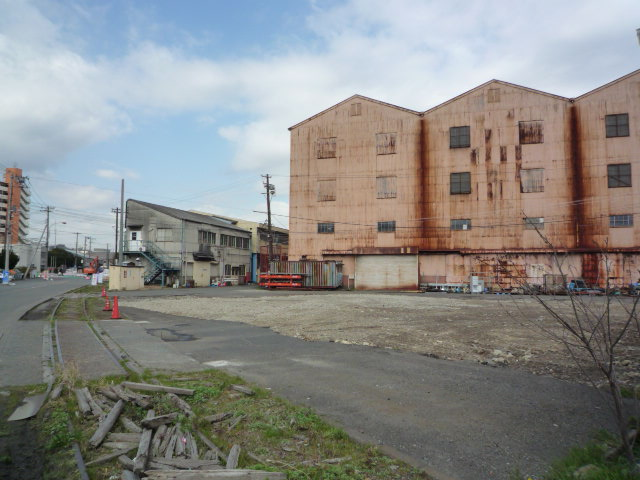
旧海軍軍需部長浦倉庫と、かつて貨物輸送に使われていた廃線路

- コースカベイサイドストアーズから新井掘割経由で軍港めぐりの遊覧船が定期運航されており、海からの見学が可能。